# Apparences (série télévisée québécoise)
 (décembre 2017).
Si vous disposez d'ouvrages ou d'articles de référence ou si vous connaissez des sites web de qualité traitant du thème abordé ici, merci de compléter l'article en donnant les références utiles à sa vérifiabilité et en les liant à la section « Notes et références ».
Apparences est une série télévisée québécoise en dix épisodes de 44 minutes scénarisée par Serge Boucher et diffusée entre le 10 janvier 2012 et le 13 mars 2012 à la Télévision de Radio-Canada.
Depuis le 11 août 2014, elle est diffusée sur le réseau TV5 Monde (entre autres la chaine TV5 Monde France Belgique Suisse (FBS)). En décembre 2017, le tournage d'une adaptation française en six épisodes a débuté, mettant en vedette Helena Noguerra et Bruno Wolkowitch, diffusée les 22 et 29 janvier 2019 sur France 3.

## Synopsis
Apparences raconte l’histoire des jumelles Bérubé : l’une, Nathalie, est une actrice reconnue qui a quitté la petite ville où elle a grandi pour faire sa vie sous les projecteurs de la métropole; l’autre, Manon, est professeure à l’école primaire qu’elle fréquentait enfant. Elle voue sa vie à ses élèves et sa famille. Apparences plonge dans les eaux profondes de la quête identitaire, notamment de la cellule gémellaire, lorsque Manon est demeurée introuvable subitement d'un jour à l'autre.

## Distribution
- Geneviève Brouillette : Nathalie Bérubé
- Myriam Leblanc : Manon Bérubé
- Daniel Parent : Benoit Bérubé
- Alexis Martin : Gaétan Bérubé
- Benoit Gouin : Jean-Denis Desrosiers
- Nicole Leblanc : Fernande Bérubé
- Vincent-Guillaume Otis : Samuel
- Louise Cardinal : Chantal Bérubé
- Lancelot Desrochers : Henri Bérubé
- Amélie Bernard : Véronique Blanchette
- Jean-François Beaupré : Agent de Nathalie
- Hugues Frenette : Martin Gélinas
- Monique Spaziani : Nicole (psychologue de Nathalie)
- Marianne Fortier : Léa Desrosiers [Épisode 6]

## Fiche technique
- Auteur : Serge Boucher
- Réalisateur : Francis Leclerc
- Producteurs exécutifs : Jacquelin Bouchard, Sylvie Desrochers et Carole Dufour
- Producteur : André Dupuy
- Producteure déléguée : Valérie Allard
- Société de production : Pixcom

## Épisodes
| №  | Titre      | Première diffusion | Cotes d'écoute | Cotes d'écoute |
| -- | ---------- | ------------------ | -------------- | -------------- |
| 1  | Épisode 1  | 10 janvier 2012    | en stagnation  |                |
| 2  | Épisode 2  | 17 janvier 2012    |                |                |
| 3  | Épisode 3  | 24 janvier 2012    | en diminution  |                |
| 4  | Épisode 4  | 31 janvier 2012    |                |                |
| 5  | Épisode 5  | 7 février 2012     | en diminution  |                |
| 6  | Épisode 6  | 14 février 2012    |                |                |
| 7  | Épisode 7  | 21 février 2012    |                |                |
| 8  | Épisode 8  | 28 février 2012    |                |                |
| 9  | Épisode 9  | 6 mars 2012        |                |                |
| 10 | Épisode 10 | 13 mars 2012       |                |                |